# 1 New York Plaza
1 New York Plaza es un edificio de oficinas de Nueva York, construido en 1969, en la intersección de South y Whitehall Street. Es el rascacielos más meridional de Manhattan.

## Historia

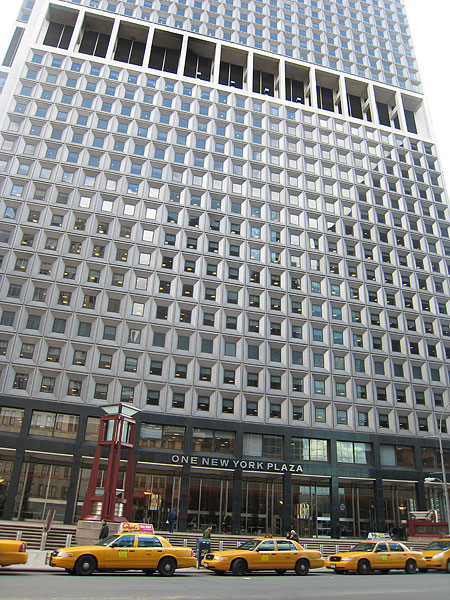
Fachada norte

En 1959, la ciudad de Nueva York intentó adquirir mediante expropiación el solar donde actualmente se erige el edificio, como parte del área de renovación urbana de Battery Park. El plan incluía la consolidación de varios bloques en una supermanzana para la vivienda pública. Cuando este plan fracasó, la ciudad esperó atraer a la Bolsa de Nueva York para trasladarse a la propiedad. Sin embargo, el dueño de la propiedad —la firma de Atlas McGrath— demandó con éxito conservar sus tierras, alegando que estaban más que dispuestos a desarrollar la zona de forma privada.
El edificio tiene 195 metros de altura y cuenta con 50 pisos. Fue diseñado por William Lescaze & Assocs. y Kahn & Jacobs. Cuenta con 2.556 millones de m² de espacio de oficinas [cita requerida]. Hay una explanada de 31.000 metros cuadrados en la planta baja.
La fachada fue diseñada por Nevio Maggiora, que consiste en un patrón en forma de caja colmena con las ventanas empotradas hacia dentro y con las paredes construidas de aluminio revestido.
El 5 de agosto de 1970, el edificio sufrió un incendio en el que dos personas murieron y 35 resultaron heridas. Las muertes fueron causadas después de que un ascensor ocupado fuera llamado a la planta en llamas cuando uno de los botones de llamada diseñados para reaccionar térmicamente al calor de un dedo pulsándolo, reaccionara en lugar al calor del fuego en esa planta.
El edificio fue renovado en 1994, y se repintó de un color negro y gris proyectando un color blanco y un color gris brillante. Hoy el One New York Plaza se erige como uno de los edificios más destacados del Lower Manhattan, siendo el rascacielos más meridional de Manhattan.
En octubre de 2012, el edificio sufrió graves daños por el huracán Sandy. Se estima que unos 23 millones de galones de agua inundaron los niveles inferiores del edificio. La explanada menor estaba completamente sumergida y tendrá que ser completamente renovada. Los inquilinos regresaron al edificio el 17 de noviembre de 2012.
Dentro de sus inquilinos notables están Salomon Brothers en su apogeo, Goldman Sachs, Fried, Frank, Harris, Shriver & Jacobson y Morgan Stanley.

## Explosión de una tubería de vapor
El sistema de aire acondicionado del One New York Plaza depende del sistema de vapor de la ciudad de Nueva York. El 11 de agosto de 2001, una turbina de vapor falló en el sótano y los daños resultantes provocados por la explosión interrumpieron las actividades de NASDAQ ese día.